# X 1 et 2
Les X 1 et 2 selon la SNCF, ou VHD pour leur constructeur, sont deux autorails doubles construits par Renault sur la base des VH pour le compte de l'État.
Lors de leur mise en service en 1934 et 1935 ils assurent des liaisons au départ de Rennes. Après la Seconde Guerre mondiale, ils rejoignent le Lyonnais où leur carrière se termine en 1964.

## Genèse de la série

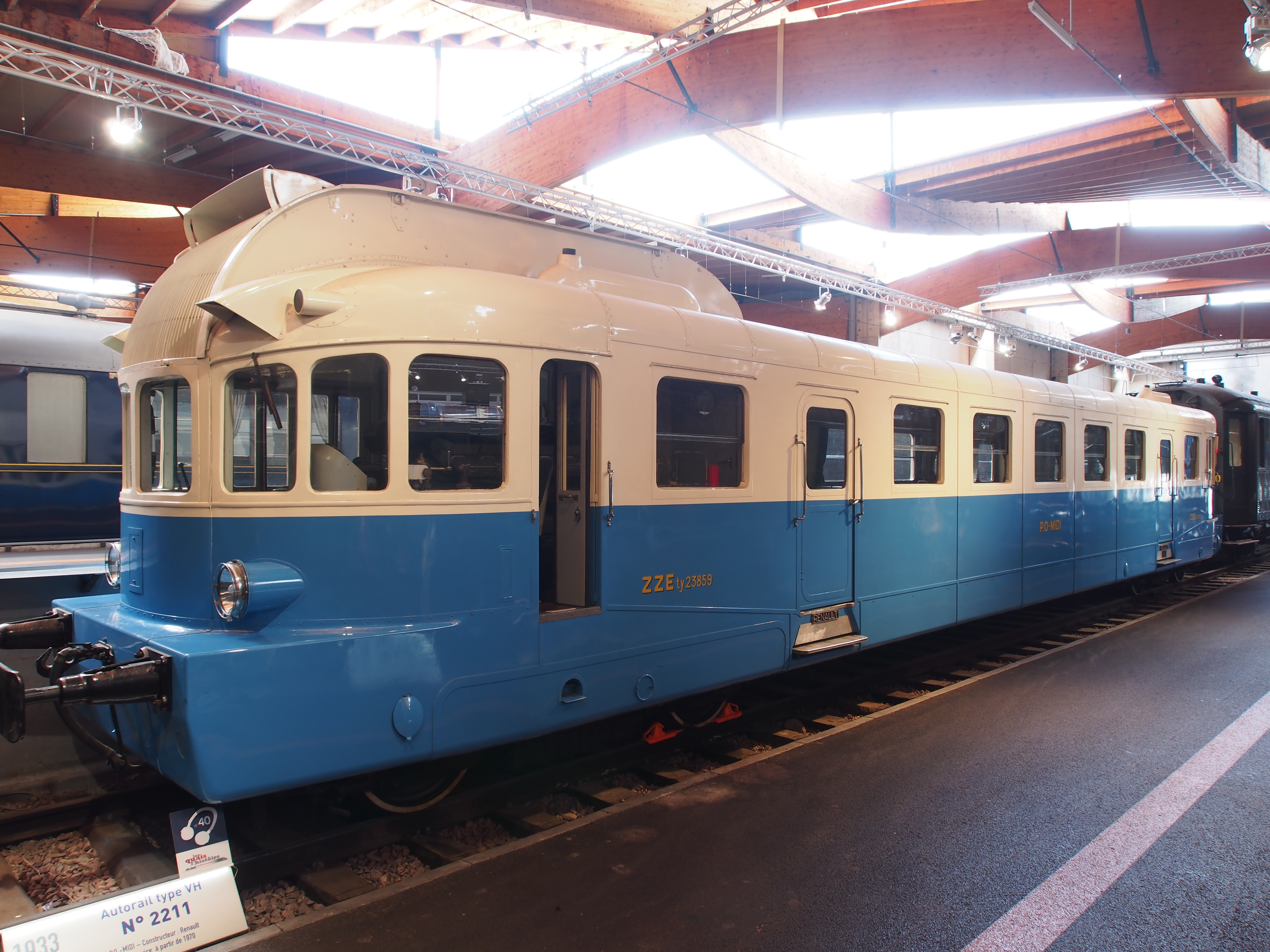
Renault VH du PO-Midi.

L'Administration des chemins de fer de l'État, qui exploite 40 Renault VH depuis 1933 et qui est très satisfaite de ces engins, souhaite disposer d'un matériel de plus grande capacité qui puisse assurer des liaisons rapides sur de longues distances ou des dessertes avec arrêts fréquents, mais à vitesse commerciale élevée. La Compagnie du PLM, dans un premier temps intéressée, ne donne finalement pas suite.
Pour répondre à cette demande, officialisée par la commande de deux autorails le 26 juillet 1934, Renault décide d'accoupler deux VH par leur extrémité non motrice, aboutissant à la création d'un autorail double composé de deux caisses sur trois bogies, dont celui situé en partie médiane supporte les deux caisses, alors que les bogies extrêmes sont moteurs.
Le premier des deux exemplaires commandés, immatriculé ZZy 24101, est livré à l'État le 23 août 1934 un mois seulement après la commande ; le second, immatriculé ZZy 24101 est réceptionné le 11 mai 1935.

## Caractéristiques

### De la mise en service à la Seconde Guerre mondiale
Les caisses, construites sur le même principe que celles des VH, sont constituées d'une châssis supportant deux poutres en treillis de tôle d'acier ; le revêtement extérieur est en tôle d'aluminium. Les deux caisses des autorails, dont la longueur totale s'élève à 34,4 m de long, dispositif d'attelage compris, reposent sur trois bogies dont l'empattement est de 3 m et qui disposent d'une double suspension pour un meilleur confort des passagers.
La motorisation fait appel à deux moteurs Diesel Renault 513, installés sur les dernières versions de VH. Ils développent chacun 195 kW à 1 500 tr/min.
Si les moteurs et les boîtes de vitesses (quatre rapports avec inverseur) sont identiques à ceux des VH, toutes les commandes se font par servomoteurs et électro-valves, condition indispensable pour pouvoir piloter les deux moteurs de l'autorail à partir d'un seul poste de conduite. Ce principe est adopté pour tous les autorails Renault à transmission mécanique produits ultérieurement, exception faite des ABH 4 pour voie métrique ; il s'agit de l'application, au sein d'un même engin, du principe du couplage.

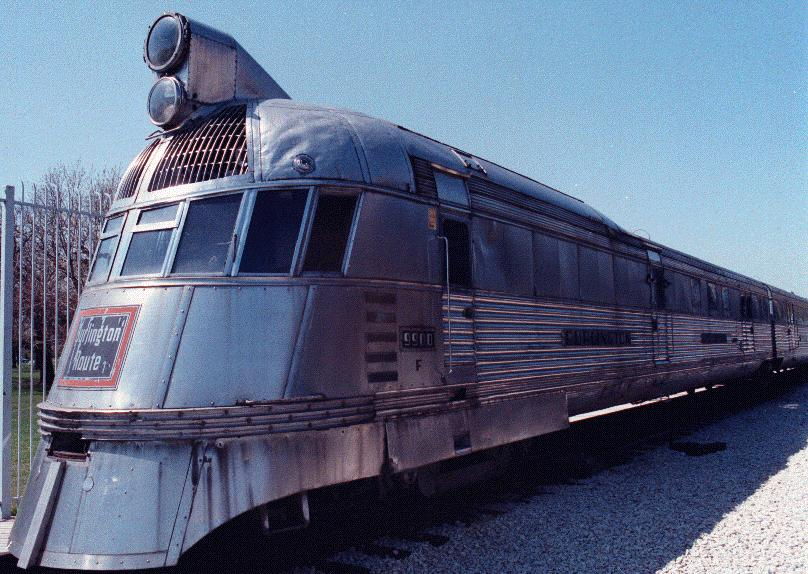
Rame Pioneer Zephyr.

L'esthétique des faces frontales, lors de la mise en service des autorails, est totalement différente de celle des VH. Semblant inspirée de la rame américaine Pioneer Zephyr, elle se caractérise par des faces inclinées, plus aérodynamiques que les faces verticales des VH. En outre, les radiateurs de refroidissement des moteurs ne sont plus disposés en toiture mais prennent place sous les baies frontales. Ces dispositions se retrouvent sur les ABJ 1 et 2, mis en service à partir de 1936.
Les aménagements comprennent de banquettes à cinq places de front (2 + 3) en troisième classe et de sièges individuels à quatre places de front (2 + 2) en classe supérieure. Le chauffage des compartiments voyageurs est assuré par les gaz d'échappement des moteurs qui circulent dans des tubes d'un bout à l'autre de chaque caisse.
Les deux postes de conduite sont installés dans la partie gauche des compartiments moteurs, au voisinage direct de ces derniers et sans interposition d'un isolant acoustique ou thermique.
Les deux engins adoptent la livrée propre à l'État avec des baisses de caisse rouge rubis et une partie supérieure et un pavillon gris perle comme le laissent supposer les photographies en noir et blanc.

### Après la Libération

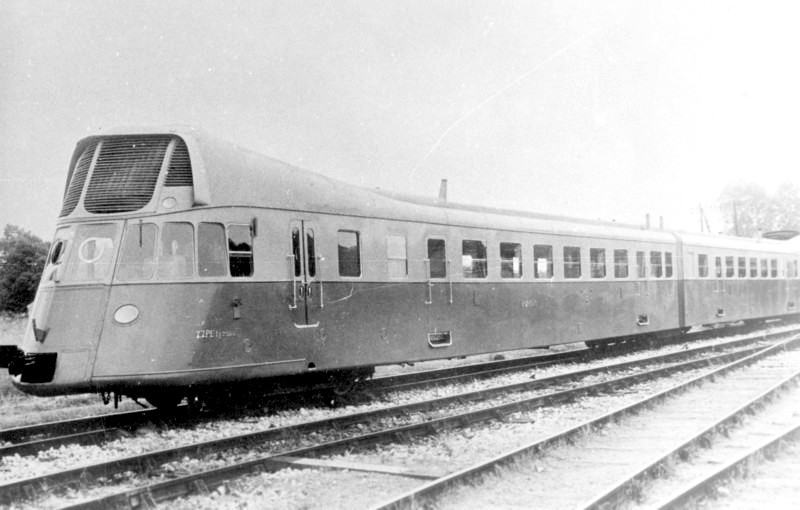
ABV double à carénage typique des VHD puis des ABJ 3.

En janvier 1946, alors que les deux engins n'ont pas pu circuler pendant la Seconde Guerre mondiale et ont été respectivement renommés ZZ R 1 et ZZ R 2 à la Libération, la remotorisation avec des Renault 517 porte leur puissance à  2 x 221 kW. Les caractéristiques des deux autorails diffèrent : la ZZ R 1, pour une masse à vide de 55 t, offre une capacité de 106 voyageurs, alors que la ZZ R 2 peut transporter 102 voyageurs et que sa masse à vide s'établit à 55,3 t. Ils adoptent alors la livrée type des autorails de la SNCF, vermillon et crème.
Le 3 juin 1947 à Gerzat, la ZZ R 2 est victime d'un incendie en raison d'une défaillance du chauffage par les gaz d'échappement. La SNCF interdit, avec effet immédiat, ce système sur tous ses autorails. Malgré l'importance des dégâts, l'autorail est reconstruit mais des modifications sont introduites : un attelage allégé est monté aux extrémités, le dispositif de freinage est modifié et les radiateurs de refroidissement sont reportés en toiture avec un système de ventilation forcée comme sur les Renault ABV ; la longueur de l'autorail passe à 37,430 m, tampons compris, et sa masse à vide atteint 57 t. Ces modifications sont également appliquées à la ZZ R 1. Ainsi configurées, les deux rames peuvent désormais tracter deux remorques unifiées.
En 1961, en application d'un nouveau plan de marquage des engins moteurs de la SNCF, les deux autorails sont finalement renumérotés X 1 et 2.

## Carrières et services
Affectée lors de sa mise en service au dépôt de Bois-Colombes, la première rame circule dès l'hiver 1934-1935 entre Paris Saint-Lazare et Caen. Au mois de mai suivant, elle rejoint la seconde rame au dépôt de Rennes et toutes deux assurent les liaisons vers Saint-Malo ou Quimper via Redon. Elles conservent ces attributions jusqu'à la Seconde Guerre mondiale où elles sont garées, faute de carburant.
Les deux autorails reprennent du service en 1945, mais sont mutés au dépôt de Lyon-Vaise. Ils circulent sur l'étoile ferroviaire de Lyon, vers Clermont-Ferrand, Paray-le-Monial ou dans la vallée du Rhône jusqu'à Nîmes via Le Teil ; leur capacité à prendre en charge des remorques est mise à profit en cas de forte affluence.
En 1963, la mise en service des X 4500 leur retire progressivement leur utilité et ils cessent de circuler en juin (X 1) et décembre 1964 (X 2). Ils sont radiés des inventaires de la SNCF les 4 septembre 1964 et 5 février 1965 après trente années de carrière. Ils sont démolis au Mans, où ils ont été garés, dans le courant de l'année 1971.